# Dog Eat Dog
Dog Eat Dog (с англ. дословный Собака ест Собаку, смысловой «Волчьи законы» или «Человек человеку волк») — американская рок-группа, созданная в Берген (округ, Нью-Джерси) в 1990 году и являвшаяся частью музыкальной хардкор-сцены в Нью-Йорке и Нью-Джерси. Dog Eat Dog стали одной из первых групп, которые смешали дисторшн-гитары и рэп-музыку. Группа добилась коммерческого успеха благодаря таким хитам, как «No Fronts», «Isms» и «Rocky», которые представляют собой уникальную смесь хардкора, саксофона и рэпа. После первого альбома звучание группы начало развиваться и стало включать в себя элементы фанка, ска и хип-хопа.

## История группы

### Время в группе Mucky Pup (1987—1989)
Дэйв Нибор и Шон Килкенни встретились на музыкальной сцене Нью-Джерси в 1987, 1988 годах. Дейв присоединился к популярной в то время в Нью-Джерси группе под названием Mucky Pup. Шон был другом группы и иногда джемовал с остальными участниками исполняя кавер версии популярных песен.
Летом 1989 Дэн Настаси покинул группу Mucky Pup, таким образом оставив их без гитариста накануне турне по Европе. Так как Шон частенько джемовал с группой, именно его и выбрали на место Дэна. Таким образом, тем летом Дэйв и Шон мгновенно стали друзьями, а заодно и собутыльниками. После возвращения из турне, пришло время сочинять материал для нового альбома. Песни написанные Дэйвом и Шоном были тяжелее, в отличие от тех вещей которые исполняла группа Mucky Pup. Группа не была уверена в необходимости исполнения этих песен, и после долгой дискуссии парни ушли из группы.

### Формирование Dog Eat Dog (1990—1993)
Таким образом Дэйв и Шон имея кучу идей, заперлись в доме Дэйва и продолжили писать о том, что было у них на уме, а именно о пиве. Они вдвоём написали множество песен, после чего отправились на поиски вокалиста. После недолгих размышлений парни взяли в группу школьного друга Шона и бывшего участника Mucky Pup Джона Коннора. Джон был вокалистом во многих местных группах, и имел репутацию сумасшедшего человека, когда ему в руки попадал микрофон. Трио быстро написало песни «Funnel King», «Strip Song» и «Psychorama». Эти песни до сих пор можно услышать на концертах Dog Eat Dog.
Следующий человек, который им был нужен — барабанщик. Так, после поиска по телефонным справочникам и поискам по друзьям они нашли барабанщика по имени Бретт. Бретт был в состоянии привести в чувство песни, которые трио играло на акустике в течение долгого времени. После нескольких репетиций парни решили узнать, что думают их друзья о музыке, которую они сочиняют. Таким образом, первый концерт проводился в доме Дэйва и на него собрались 50 человек. Для того, чтобы сделать его более интересным, всех попросили прийти в тогах. Они даже попросили своего друга Кевина Райли, чтобы он принёс свой саксофон для исполнения песни «Strip Song». После двух бочонков пива и множества бутылок с ликёром. Всех начало тошнить на сцену, если быть точнее то на пол дома Дэйва. После этого можно было сказать точно — родилась новая группа. После различных выступлений по случаю дня рождения, в кафе и других местах, группа начала искать себе название.
На выступлениях их объявляли как «F-Troop», «B-Load», «Rubber Band»… Но они только весело проводили время, именно забава была ключевой целью их всех их выступлений. После прослушивания нескольких живых выступлений, Дэн Настаси выразил желание присоединиться к группе. Парни пригласили Дэна со своим оборудованием для прослушивания. После долгих часов репетиций группа пришла к мнению, что с Дэном их звучание становится ещё лучше, и он был приглашён на полный рабочий день. Через некоторое время группа потеряла барабанщика Бретта, который уехал в Сан-Франциско. С тех пор о нём больше ничего не слышно. Джон «Буги» Милнес из Mucky Pup занял его место, до тех пор пока не будет найден новый барабанщик. Группа осознала, что пришло время наконец-то найти название для себя. После долгих размышлений было выбрано название — Dog Eat Dog. Группа пошла в студию и в течение двух дней записала 5 демо треков. У Шона Килкенни был знакомый скейтбордист Энди Хауэлл, известный своими художественными работами на скейтбордах. Именно он составил связку собак и логотип группы, на обложке демо записи. Они продолжали играть на концертах, и стали собирать ещё большее количество зрителей. Взволнованная своей растущей популярностью, группа записала ещё 5 демо треков. В это время у группы был барабанщик Марк Мэрри. Вторая демо запись была воспринята ещё лучше первой, группа была в экстазе.
В это время друг группы Билли Грэзидей из группы Biohazard дал запись Dog Eat Dog человеку из Roadracer Records. В то время Roadracer, был представителем Roadrunner Records в Европе. Запись отправили в офис Roadrunner, находящийся в Нью-Йорке. Люди из Roadrunner Records побывали на нескольких заранее подготовленных выступлениях группы и через некоторое время контракт с Dog Eat Dog был подписан. К сожалению Марк Мэрри был вынужден оставить группу, чтобы больше проводить время с женой и ребёнком. Группа пожелала ему всего наилучшего и начала искать нового барабанщика.
Друг детства и сосед Дэйва Грег Меркль собирался прийти на прослушивание в группу. Но за несколько часов до прослушивания он отступил, решив что у него есть другие музыкальные приоритеты. Однако, порекомендовал своего товарища, который также играл на барабанах. Этим товарищем был Дэвид Мэлтби. После прослушивания он без долгих колебаний был взят в группу. Также, группа начала искать нового саксофониста. Им стал Скотт Мюллер. В скором времени вышел EP Warrant, выпущенный во всём мире.

### All Boro Kings (1994—1995)
Dog Eat Dog отправились на гастроли по Восточному побережью США, и вскоре им предложили турне по Европе. В своём первом туре по Европе они выступали на разогреве у хардкор легенд из группы Bad Brains, а также хип-хоп коллектива The Goats. Bad Brains во время гастролей помогали Dog Eat Dog развлекаться на полную катушку, начиная от девочек и наркотиков, и заканчивая девушками наркоманками. С этого момента началась большая дружба между группами. Позже участник Bad Brains Дэррил Дженнифер, будет играть большую роль в Dog Eat Dog. После турне, пришло время возвращаться в США и начинать записывать первый полноценный альбом.
Парни со свежими мыслями засели в доме у Дэйва и начали сочинять материал к новому альбому. После сочинения, Dog Eat Dog пришли в студию и записали альбом All Boro Kings. Во время своих выступлений, группа совершенствовалась в мастерстве игры на музыкальных инструментах. На All Boro Kings саксофон выдвинут на передний план. Это отчётливо слышно в таких песнях как «If These Are Good Times», «Who’s The King?», а также на одном из главных хитов с альбома «No Fronts». Дэррил Дженнифер помог группе сделать песню «Who’s The King?» в стиле регги.
В это время Дэн Настаси заявил, что не может отправиться с группой в турне на длительный промежуток времени, по семейным и деловым обстоятельствам. Шон начал искать нового гитариста, и пригласил в Dog Eat Dog своего старого друга Кевина Мейю, из группы Cro-Mags.
Так с новым альбомом, находящимся в продаже группа намеревалась вновь отправиться в турне по Европе, на сей раз разогревая своих старых друзей из группы Biohazard. Biohazard также как и Bad Brains, оказывали всяческую дружескую поддержку Dog Eat Dog во время гастролей. Однако, во время тура Dog Eat Dog стали хедлайнерами вместе с Biohazard. Это был огромный успех для группы. Dog Eat Dog получали всё большее признание и с каждым концертом у них появлялись всё новые поклонники. All Boro Kings разошёлся тиражом в более 600 000 копий, а видео на песню No Fronts попало в тяжёлую ротацию MTV. По возвращении с гастролей Кевин Мейю, покинул группу ради создания своего нового проекта под названием White Devil. Dog Eat Dog никогда не были группой, которая размещала бы объявления о поисках нового музыканта в газете, они всегда искали его среди друзей. Новым участником группы стал Марк Де Бэкер. Марк на протяжении долгого времени был басистом в Mucky Pup, по сути являясь профессиональным гитаристом. В это же время Дэвид Мэлтби, также оставил группу. Он объяснил это тем, что исполнил свою мечту, участвуя в мировом турне вместе с рок-группой. После этого он захотел стремиться в своей жизни к чему-нибудь другому. Группа пожелала ему дальнейших успехов и они расстались. Нынче он играет в группе The Shining Path вместе с Дэррилом Дженнифер и участниками команды Roguish Armament. Место барабанщика занял Брендон Финли, который не только оправдал, но и превзошёл все ожидания группы от его способностей. Будучи не только феноменальным барабанщиком и ветераном гастрольных поездок, он оказался большим знатоком пива. В конце 1995 года группа получила награду MTV Europe Music Awards в номинации «Лучший дебют». Это было большим вознаграждением со стороны зрителей для Dog Eat Dog, которые так много трудились. Для группы это стало большой неожиданностью, ведь они обошли таких серьёзных конкурентов как Аланис Мориссетт и Weezer. Награду они получили из рук Майка Хатчинса из группы INXS. В то время как у себя на Родине группа играла в маленьких клубах, в Европе Dog Eat Dog выступали на крупных фестивалях, включая Dynamo Open Air в 1995 году, выступление на котором впоследствии вышло на DVD.

### Play Games (1996—1999)
После возвращения домой группа засела за написание нового альбома. Не сочиняя новых песен после продолжительного турне, группа долго сидела на одном месте. Но после летних фестивалей Roadrunner Records затребовали нового сингла к весне следующего года. И парни отправились в студию с ещё не до конца подготовленным материалом.
Дописывать тексты приходилось в студии, иногда записывали первое что приходило на ум. В одной из таких записей парни спели, что хотят записать песню вместе с легендарным Ронни Джеймсом Дио. Об этом узнали люди с лейбла Roadrunner Records, и восприняли эту идею с энтузиазмом. Сказано — сделано. Сам Дио обрадовался этой идее и записал с Dog Eat Dog песню. Они вместе хорошо провели время. Это был большой опыт для Dog Eat Dog. Ещё одну песню ребята записали с RZA из группы Wu-Tang Clan. Dog Eat Dog и RZA имели общего продюсера и в его офисе начали обсуждать музыку. Джон давно интересовался работой с хип-хоп артистами, а RZA был рад поработать с живой рок-группой. После нескольких телефонных звонков они собрались в студии в Нью-Йорке, и после нескольких часов совместной работы родилась песня «Step Right In». Первую половину альбома Dog Eat Dog записали с «Butcher Brothers», Филом и Джо Николо. Они уже спродюсировали мультиплатиновые альбомы групп Cypress Hill, The Fugees, Urge Overkill… Работа с новыми продюсерами открыла для группы новые просторы для творчества. Вторую часть альбома группа записывала у себя дома, в Нью-Йорке вместе с продюсером Бобом Муссо. Боб известен своей работой с такими группами, как Murphy’s Law и Praxis. Альбом был назван Play Games, и был закончен в установленный срок — летом 1996 года. После выхода второй пластинки, Dog Eat Dog готовы были отправиться в очередное турне. На сей раз группа побывала в тех странах, в которых не бывала прежде. Группа сделала широкомасштабный тур по странам Азии и Южной Америки. Dog Eat Dog выступили в более чем 35 странах.
Парни играли на одной сцене со своими любимыми группами: Rage Against The Machine, No Doubt, Sepultura, Kiss, Metallica и Оззи Осборном. Они играли на самых крупных фестивалях: Donnington, Reading, PinkPop и Roskilde. В итоге Dog Eat Dog за период с 1995 по 1997 год, совершили экстенсивную поездку, иногда играя по 25 выступлений без выходного дня!
После возвращения из турне в поддержку альбома Play Games, произошло несколько изменений в составе группы. Парни решили, что саксофон должен быть на заднем плане всей их музыки, поэтому Стюарта Мюллера попросили уйти, так как постоянный участник группы играющий на саксофоне им не был нужен. В то же самое время, гитарист Марк Де Бэкер также выразил желание сменить свои музыкальные пристрастия и оставил группу. Они все все ещё остаются друзьями и часто встречаются вместе.

### Amped и слухи о распаде (1998—2004)
В 1998 после 2 лет постоянных выступлений Dog Eat Dog решили, что пора начинать работу над новым материалом. Они работали 4 дня в неделю и написали 15 песен, через несколько месяцев. Эти песни оказались на альбоме Amped. Группа отправилась в Вашингтон (округ Колумбия), где продолжала работу вместе с другом Брендона Финли — Италриком. Записывались на студии, которая ему и принадлежит. Dog Eat Dog провели за работой над альбомом больше 10 месяцев и предполагали, что это будет их лучшая работа. Альбом был выпущен летом 1999 года. Его выход сопровождался клипом на сингл «Expect The Unexpected». Однако, лейбл был разочарован этой записью и группе пришлось разорвать контракт с Roadrunner Records, после 7 лет сотрудничества. Парни совершили самостоятельное турне по планете в течение 2 лет. Dog Eat Dog не могли найти новый лейбл, и многие начали думать, что группа распалась. Ребята не были уверены в своём будущем в составе Dog Eat Dog.
В это время в 2002, 2003 годах некоторые участники группы были заняты другими музыкальными проектами. Дэйв и Шон воссоединились с Дэном Настаси и барабанщиком Mucky Pup Джоном Милнесом и сформировали группу All Boro Kings. Этот проект был возвратом в раннее время, когда Dog Eat Dog играли хардкор.
В 2003 Дэйв создал группу Lowbuz, со своими друзьями из Нью-Джерси, в то время как Шон играл на гитаре в различных хардкор группах из Нью-Йорка, в том числе Murphy’s Law и Harley’s War.

### Назад в турне и альбом Walk With Me (2004—2009)
Dog Eat Dog отыграли 8 концертов в 2003 году. После этого с группой связались люди из VIBRA management, они пообещали вернуть группу на прежний уровень. В 2004 году группа собралась в студии для записи нового материала. Группа была представлена Клаусу Грабку, который назвал новый материал многообещающим. В том же году Dog Eat Dog отыграли более 50 концертов в Европе. В 2005 году, группа по-настоящему вернулась на сцену. Клаус Грабке сделал запись 12 новых песен, в то время как группа играла на крупнейших шоу планеты. Новые песни с названиями «M.I.L.F.», «Hell Yeah», «E.S.B.», «Cannonball» приводили зрителей в экстаз. После 75 концертов, альбомом записанным в конце 2005 года, все осознали что Dog Eat Dog вернулись окончательно.
Но не всё в 2005 году было так хорошо. Шон Килкенни, который был в группе на протяжении долгих лет решил покинуть её. Его место на несколько концертов занял Роджер Хаммерли из группы Henchmen. Вскоре, Мэтт Салем занял вакантное место, но на половине гастрольного тура он покинул группу, вместо него пришёл Аксель Хильгенстолер. Шон тем временем был занят в группе Murphy’s Law.
Новый альбом Walk With Me выходит 23 июня 2006 года. Этим же летом группа выступает на различных фестивалях в Европе. После долгих поездок в 2005, 2006, 2007 годах, группа взяла отпуск в 2008 году, выступив, лишь, на одном крупном фестивале.
Летом 2009 года группа отправляется в турне по Европе в честь 15-летия альбома All Boro Kings. Впервые за долгие годы, парни выступали на сцене с саксофонистом. В первой части гастрольного тура на сцене с Dog Eat Dog выступал Роланд Кресс, во второй части турне саксофонистом был Тоби из немецкой группы The Slapstickers.
В настоящее время нет подтверждённых планов относительно новых концертов в 2009. В 2010 году Dog Eat Dog надеются отметить своё двадцатилетие.

### Brand New Breed (2017)
1 апреля 2017 года группа без каких-либо анонсов, неожиданно для всех выпускает новый EP - Brand New Breed.
В новый релиз вошли четыре совершенно новых песни. Стиль нового релиза остался в рамках предыдущего творчества группы. Неизменным осталась и одна из главных фишек группы - присутствие саксофона. Из новшеств можно отметить эксперименты группы в стиле Reggae. 

## Участники группы

### Текущие
- Джон Коннор — вокал
- Дэйв Нибор — бас гитара, вокал
- Брендон Финли — барабаны
- Даниель Мальманн — вокал,

### Бывшие
- Дэн Настаси — гитара
- Шон Килкенни — гитара
- Скотт Мюллер — саксофон
- Дэвид Мэлтби — барабаны
- Аксель Хильгенстолер — гитара
- Марк Де Бэкер — гитара
- Марк Мэрри — барабаны
- Бретт — барабаны
- Мэтт Салем — гитара

### Временные
- Джон Милнес — барабаны
- Кевина Мейю — гитара
- Роджер Хаммерли — гитара

## Дискография
- Warrant EP (Roadrunner Records, 1993)
- All Boro Kings (Roadrunner Records, 1994)
- Play Games (Roadrunner Records, 1996)
- Amped (Roadrunner Records, 1999)
- In The Dog House: The Best And The Rest (Roadrunner Records, 2000)
- Walk With Me (Wanted Records, 2006)
- Brand New Breed EP (Dog Eat Dog Official Product, 2017)